# Joachim Gérard
Joachim Gérard (sinh ngày 15 tháng 10 năm 1988) là một vận động viên quần vợt xe lăn người Bỉ.

## Cuộc sống
Gérard sinh ngày 15 tháng 10 năm 1988 tại Limelette, Bỉ.
Năm 12 tuổi, anh bắt đầu đánh quần vợt xe lăn.

## Sự nghiệp
Anh lần đầu tiên vào vòng chung kết một giải Grand Slam tại nội dung đôi nam Mỹ Mở rộng 2013. Anh và Gusyavo Fernández thua Michael Jeremiasz và Maikel Scheffers trong trận chung kết.
Anh vô địch nội dung đôi nam Pháp Mở rộng 2014, anh đã vô địch cùng với tay vợt nước chủ nhà Stéphane Houdet, đánh bại Fernández và Nicolas Peifer trong trận chung kết sau 3 set, 4–6, 6–3, [11–9].
Anh đã vào chung kết đơn nam Úc Mở rộng 2016. Trong trận chung kết, anh thua Gordon Reid.
Gérard vô địch đôi nam Úc Mở rộng 2017 cùng Reid sau khi đánh bại Fernández và Alfie Hewett sau 3 set, 6–3, 3–6, [10–3].
Anh cũng vô địch đơn Wheelchair Tennis Masters 2015 và 2016. Đánh bại Reid năm 2014 và Kunieda Shingo năm 2015. Còn tại Thế vận hội mùa hè dành cho người khuyết tật, anh đã đoạt được huy chương đồng vào năm 2016 sau khi đánh bại Houdet trong trận tranh huy chương đồng.